# F-4 фантом
F-4 фантом II (енгл. F-4 Phantom II) је двомоторни амерички суперсонични ловац-бомбардер са два сједишта. За потребе Америчке морнарице, копнених снага и ратног ваздухопловства САД, развио га је Макдонел Даглас. У службу је ушао 1960, када је постао саставни дио америчких ваздушних снага, чији је ослонац био током 70-их и 80-их година када се постепено почиње повлачити након увођења модернијих авиона попут F-15 игла и F/A-18 Хорнета. Авион је коришћен као ловац, бомбардер и извиђач у многобројним сукобима, док су најпознатија ратишта у којима је коришћен били вијетнамски и арапско-израелски рат 1973. Развијен је као ловац за одбрану носача авиона, али је због одличних летних и борбених особина усвојен и у РВ САД, и коришћен и као бомбардер, извиђач, за електронска дејства и друге намјене. Последњи сукоб у којем је учествовао је био Заливски рат 1991. гдје је обављао улогу извиђачког авиона, након чега се 1996. коначно повлачи из службе. Преостали авиони су се користили као ваздушне мете, а укупно је направљено 5195 примјерака овог авиона. Извожен је и у 11 других земаља свјета, неке елементе су производиле кооперантске фабрике у СР Немачкој, а по лиценци га је производила фирма Мицубиши Јапан (F-4EJ).

## Развој
Фабрика Макдонел еркрафт је 1953. године започела са развојем насљедника свог авиона  демон. Развијено је неколико пројеката укључујући верзију коју је требало да покреће Рајт Ј67 мотор или Џенерал Електрик Ј79. Верзије са овим моторима су имале максималну брзину од 1,97 маха, па је Макдонел предложио морнарици нови „супер демон“. Нови авион је требало да има и променљиви носни конус, у који се по потреби мисије могао смјештати радар, камера или топови. Морнарица је била заинтересована за нову верзију, али како су већ постојећи пројекти Граман XF9F-9 и Вот XF8U-1 били довољни није било потребе за новим надзвучним авионом. Због тога је Макдонел реконструисао свој пројекат у ловца-бомбардера за дјеловање у свим временским условима, па је 18. октобра 1954. Макдонел добио налог да изради  прототипове. Представници морнарице су 26. маја 1955. дошли са потпуно новим захтјевима, будући да је у том тренутку за јуришне задатке постојао А-4 скајхок, а F-8 крусејдер за непосредне ваздушне борбе. Због тога је нови авион преиначен у авион за одбрану флоте и добио је копилота који је управљао радаром.

### прототип
је био конструисан да носи 4 AAM-N-6 „спероу III“ ракете са радарским навођењем. Имао је два J79-GE-8 мотора, која су као и код авиона F-101 вуду, била смјештена ниско у трупу како би био максимално искоришћен простор за гориво, при чему су мотори узимали ваздух кроз два фиксирана усисника на боковима. Врхови крила су били закривљени према горе како би омогућили бољу контролу при ниским брзинама.
Тестирања у аеротунелу су ипак открила неке нестабилности, па су врхови крила закривљена за додатних 5 степени. Репне површине су доста покретљиве, а хоризонтални стабилизатор је спуштен надоље за 23 степена у односу на вертикални стабилизатор. Уз то, на усиснике су додате покретне површине које су ограничавале количину ваздуха који је улазио. Могућност пресретања у свим условима је била велика због снажног AN/APQ-50 радара.
Послије знатних измјена, прототип новог авиона је први пут полетио 27. маја 1958. године. Пилот је био Роберт Литл. Предлагана имена су била Сатан и Митра, али је на крају одлучено да се користи име Фантом. Пошто је Макдонел већ имао ранији ловац са тим именом  фантом, Фантом 2 је постало службено име авиона. Авион је почео да се уводи у наоружање 1960. године, а почетна ознака прве верзије F4X-1 је промијењена у F-4A у септембру 1962.

### Производња
На почетку производње, радар је унапређен на већи и снажнији AN/APQ-72 што је резултовало повећањем носа и прерадом пилотске кабине како би копилот имао више простора. F-4B је побједио у такмичењу за ловца Америчког ратног ваздухопловства против авиона F-106 делта-дарт у јануару 1962. Ратно ваздухопловство је позајмило два морнаричка авиона и привремено их означило са F-110А спектре како би их прилагодио својим потребама. За разлику од морнарице која је преферирала пресретачке улоге, Ратно ваздухопловство је F-4 замишљало искључиво у улози ловца-бомбардера, што се на крају остварило верзијом F-4C, која је први пут полијетела 27. маја 1963. и у првом лету постигла брзину већу од 2 маха.
Производња F-4B „фантома“ у САД је прекинута 1979. када је бројка произведених авиона досегла 5195 (138 авиона је произведено у Јапану) што га чини другим најпроизвођенијим и извоженим америчким авионом. Од 5195 авиона, 2874 су направљена за УСАФ, 1264 за морнарицу, док је остатак направљен за стране купце. Посљедњи произведени авиони су отишли у Турску, док је баш посљедњи F-4 произведен 1981. у Јапану (верзије F-4ЕЈ). Током 2001. године је било око 1100 авиона у служби широм свијета.

### Рекорди
Упркос својим великим димензијама, максималној маси приликом узлетања од 27 000 kg, F-4 је имао максималну брзину од 2,23 маха и брзину пењања од 210 m/s па је одмах приликом уласка у службу оборио 15 светских рекорда. Могао је понети 8480 kg наоружања на 9 спољних подвесних тачака, а арсенал му се састојао од ракета ваздух-ваздух, ваздух-земља, невођених бомби и нуклеарног наоружања, а како се у време његовог увођења у службу  „крусејдер“ користио за блиску борбу, F-4 као и остали ловци пресретачи није имао уграђен топ. Посаду је чинио главни пилот и копилот који је помагао у визуелном и радарском откривању непријатеља и навигацији. Постигнут је низ апсолутних рекорда са Фантомом, укључујући највећу брзину на малој висини од 1452 km/h, брзински рекорд на висини од 2585 km/h, висински рекорд од 30040 m и други. Рекорд брзине на малој висини се одржао 16 година.
- 6. децембар 1959. други XF4H-1 поставља нови светски висински рекорд од 30040 m који је до тада држао совјетски прототип Сухој Т-43-1.
- 5. септембар 1960. F4H-1 је летео 500 km средњом брзином од 1958 km/h.
- 25. септембар 1960. је летео 100 km брзином од 2237 km/h.
- 24. мај 1961. током прославе 50 годишњице ваздухопловства у морнарици, прелијеће цео континентални део САД за 2 сата и 47 минута.
- 28. август 1961. F-4 фантом прелијеће удаљеност од 4,8 km брзином 1452 km/h при висини мањој од 40 m.

## Оперативна употреба

### Вијетнамски рат

#### Морнарица САД и маринци
Ловачка ескадрила BF-121 „писмејкери“ је 30. децембра 1960. постала први корисник  фантома, а прва ескадрила са борбено спремним верзијама F4X-1 је била BF-74 „би-девилерс“ која је своје авионе добила 8. јула 1961. У октобру 1961. „фантоми“ завршавају припреме за службу на носачима, а прва служба је започела у периоду између 1962—1963. на носачу авиона Ју-ес-ес Форестал. До инцидента у Тонкиншком заливу 13 од 31 морнаричке ескадриле су биле опремљене овим авионом, а први борбени летови су се одвијали 5. августа 1964. изнад Вијетнама са носача авиона Ју-ес-ес Констелејшон. Прва Фантомова ваздушна побједа је добијена 9. априла 1965, кад је F-4B из ловачке ескадриле BF-96 којим је пилотирао Теренс Марфи оборио сјеверновијетнамски МиГ-17. Фантом је и сам оборен грешком из другог Фантома, претпоставља се ракетом Спероу.
Средином маја 1972. поручник Ренди Дјук Канингхем (енгл. Randy "Duke" Cunningham) и Вилијам П. Дрискол (енгл. William P. Driscoll) у F-4J фантому обарају три МиГ-17 авиона и тако постају први асова. У њиховом петом добијеном двобоју, верује се да су оборили Северно вијетнамског аса поручника Туна, али то није потврђено. Приликом повратка са мисије их је погодила и тешко оштетила ракета земља-ваздух, након чега су се катапултирали тек што су дошли изнад океана како не би били заробљени.
Током рата, по америчким тврдњама, морнарички Фантоми су оборили 40 непријатељских авиона и изгубили 71 Фантома (5 од ловаца, 13 од ПВ ракета, 53 од артиљерије ПВО). Још 54 Фантома су изгубљена у удесима. Од непријатељских авиона, 22 су били МиГ-17, 14 МиГ-21, 2 Ан-2, и 2 МиГ-19. Осам је оборено са Спероу ракетама, 31 Сајдвајндерима.
Маринци су уништили 3 непријатељска авиона, а изгубили 75 у борби, углавном због ПВ артиљерије, и 4 у удесима.

#### Америчко РВ
Иако је на почетку америчко РВ невољно прихватио морнарички авион, касније је постао највећи корисник  фантома. Први фантоми САД РВ у Вијетнаму су били F-4C 555-те тактичко ловачке ескадриле који су пристигли у децембру 1964. На дан 10. јула 1965. оборен је први МиГ-17 са ракетама Сајдвајндер. Фантом из 45-е ескадриле је постао први Амерички авион оборен од стране непријатељских ракета земља-ваздух, док је дана 5. октобра 1966, први амерички авион, F-4C фантом оборен од стране ракете ваздух-ваздух испаљене са сјеверновијетнамског авиона МиГ-21.
Од доласка Фантома у Вијетнам, они су обављали мисије ловца за превласт у ваздуху и бомбардера.
Нападали су и мете у Лаосу. Због великих губитака авиона F-105 Гром (енгл. F-105 Thunderchief), Фантоми су све више морали да обављају улоге бомбардера, да би послије новембра 1970, постали главни бомбардер УСАФ-а у југоисточној Азији.
Губици Фантома УСАФ-а су били, по америчким тврдњама:
- УСАФ - 445, 337 у борби, од тога 193 изнад сјеверног Вијетнама (33 од МиГ-ова, 30 од ПВ ракета, 307 од ПВ артиљерије).
- Извиђачки RF-4C - 83, 72 у борби
- укупни УСАФ губици - 528 F-4 и RF-4 фантома
- укупни морнарички и марински губици - 233
- укупни губици Фантома снага САД у југоисточној Азији - 761

Преглед оборених сјеверновијетнамских авиона од стране F-4 фантома америчког РВ је приказан у табели.
| Авион  | Оружје/Тактика    | МиГ-17 | МиГ-19 | МиГ-21 | Укупно |
| ------ | ----------------- | ------ | ------ | ------ | ------ |
|        | Спероу ()         | 4      | 0      | 10     | 14     |
|        | Сајдвајндер ()    | 12     | 0      | 10     | 22     |
|        | топ 20            | 3      | 0      | 1      | 4      |
|        | Маневар           | 2      | 0      | 0      | 2      |
|        | Фелкон ()         | 4      | 0      | 1      | 5      |
|        | Спероу ()         | 4      | 2      | 20     | 26     |
|        | Сајдвајндер ()    | 0      | 2      | 3      | 5      |
|        | топ 20            | 4.5    | 0      | 2      | 6.5    |
|        | Маневар           | 0      | 0      | 2      | 2      |
|        | Спероу ()         | 0      | 2      | 8      | 10     |
|        | Сајдвајндер ()    | 0      | 0      | 4      | 4      |
|        | Сајдвајндер и топ | 0      | 0      | 1      | 1      |
|        | топ 20            | 0      | 1      | 4      | 5      |
|        | Маневар           | 0      | 1      | 0      | 1      |
| Укупно |                   | 33.5   | 8      | 66     | 107.5  |

### Израелска употреба Фантома
Израел је био највећи корисник „фантома“ ван САД. Први авиони F-4Е и RF-4Е су примљени 1969, а затим 1970. Прва употреба авиона је била у рату исцрпљивања између Египта и Израела, затим у Јом Кипурском рату 1973, а затим у свим сукобима све до 2004.

## Корисници
- САД (РВ, морнарица, маринци)
- Аустралија (привремена употреба приликом чекања на F-111)
- Уједињено Краљевство
- Грчка
- Египат
- Израел
- Иран
- Јапан
- Јужна Кореја
- Немачка
- Турска
- Шпанија

## Наоружање
- До 8848 Kg оружја (бомби, ракета, контејнера) на 9 подвјесних тачака
- Стрељачко: 1 шестоцијевни топ Вулкан од 20 mm (M61 Vulcan)
- Ракете ваздух-ваздух: 4 Спероу (AIM-7 Sparrow), 4 Сајдвајндер (AIM-9 Sidewinder). Фантоми других земаља могу носити или су носили и ракете АМРААМ (грчки, њемачки), Скајфлеш (британски), ААМ-3 (јапански)